# 呼木巴·奥勒兹沃依
呼木巴·奥勒兹沃依（英語：Khumbagyn Olzvoi，1949年—）蒙古族，籍贯不详，蒙古人民共和国（1992年改称蒙古国）外交官。

## 生平
奥勒兹沃依毕业于莫斯科国际关系学院后，一直在蒙古外交部工作。来华前任蒙古副外长。1990年，奥勒兹沃依出任蒙古驻中国大使。